# Episodi di Carnival Row (prima stagione)
La prima stagione della serie televisiva Carnival Row è stata resa interamente disponibile sul servizio di streaming on demand Amazon Video il 30 agosto 2019, in alcuni Paesi selezionati. In Italia la stagione è stata pubblicata il 22 novembre dello stesso anno.
Al termine di questa stagione escono dal cast principale Indira Varma e Jared Harris.
| nº | Titolo originale             | Titolo italiano               | Pubblicazione USA | Pubblicazione Italia |
| -- | ---------------------------- | ----------------------------- | ----------------- | -------------------- |
| 1  | Some Dark God Wakes          | Qualche dio oscuro si sveglia | 30 agosto 2019    | 22 novembre 2019     |
| 2  | Aisling                      | Aisling                       | 30 agosto 2019    | 22 novembre 2019     |
| 3  | Kingdoms of the Moon         | I Regni della Luna            | 30 agosto 2019    | 22 novembre 2019     |
| 4  | The Joining of Unlike Things | L'unione di cose diverse      | 30 agosto 2019    | 22 novembre 2019     |
| 5  | Grieve No More               | Niente più sofferenza         | 30 agosto 2019    | 22 novembre 2019     |
| 6  | Unaccompanied Fae            | Fate non accompagnate         | 30 agosto 2019    | 22 novembre 2019     |
| 7  | The World to Come            | Il mondo che verrà            | 30 agosto 2019    | 22 novembre 2019     |
| 8  | The Gloaming                 | Il crepuscolo                 | 30 agosto 2019    | 22 novembre 2019     |

## Qualche dio oscuro si sveglia
- Titolo originale: Some Dark God Wakes
- Diretto da: Thor Freudenthal
- Scritto da: René Echevarria (soggetto), René Echevarria e Travis Beacham (sceneggiatura)

### Trama
La fata Vignette Stonemoss sfugge ai soldati del Patto su una nave insieme ad altre creature magiche che fuggono dalla terra delle fate occupata dal Patto. Quella notte, una tempesta colpisce l'imbarcazione e Vignette resta l'unica sopravvissuta. La nave apparteneva a Ezra Spurnrose, che vive con sua sorella Imogen in uno dei quartieri più ricchi di Burgue. Avendo perso un significativo guadagno nel naufragio, Ezra richiede che Vignette lavori come domestica per Imogen. Vignette va al quartiere di Carnival Row per una commissione, incontrando la sua vecchia amica Tourmaline, ora una prostituta, che rivela che l’amante di Vignette, Rycroft "Philo" Philostrate, è ancora vivo al contrario di quanto pensava. Philo, un umano che ora è ispettore di polizia, indaga su alcune brutali aggressioni contro i fatati, malvisti dalla società degli umani a causa dei disagi che creano alla popolazione con la loro massiccia migrazione. Philo rintraccia come principale sospettato un marinaio e cerca di catturarlo ma l'uomo, prima di suicidarsi, lo avverte che un "dio oscuro" si è svegliato sotto la città. Nella notte, Vignette va da Philo ed è tentata di ucciderlo per il rancore di essere stata abbandonata da lui sette anni prima, scegliendo tuttavia di risparmiarlo. Imogen ed Ezra sono scioccati nell'apprendere che il loro nuovo vicino è un ricco fauno di nome Agreus. Absalom Breakspear, cancelliere della città, deve affrontare una forte opposizione da parte del suo rivale Longerbane riguardo al trattamento da riservare ai fatati in città. Lui e sua moglie Piety discutono del figlio Jonah e gli intimano di non visitare Carnival Row a causa dei pericoli che si celano in quel quartiere. Jonah, noncurante degli avvertimenti ricevuti, decide di andare lo stesso sulla Row per recarsi al Tetterby hotel, un bordello di fate prostitute in cui lavora anche Tourmaline. Dopo aver fatto sesso con una di loro, il ragazzo viene incappucciato e rapito da alcuni loschi individui.
Nella notte, vediamo una fata sulla riva del fiume scomparire tra le fauci di un essere misterioso.
- Guest star: Maeve Dermody (Portia Fyfe), Leanne Best (Madame Moira), Anna Rust (Fleury), Jamie Harris (Sergente Dombey), Ronan Vibert (Ritter Longerbane), Matthew Gravelle (Unseelie Jack).

## Aisling
- Titolo originale: Aisling
- Diretto da: Thor Freudenthal
- Scritto da: Renè Echevarria

### Trama
Philo scopre che la fata assassinata vicino alle fogne è Aisling, una cantante caduta in disgrazia, e chiede a un macellaio fatato di eseguire un'autopsia sul suo corpo, permettendo poi ad una fata sacerdotessa di eseguire gli ultimi riti. Imogen, durante un giorno di pioggia, incontra Agreus, respingendo con disprezzo i suoi tentativi di avvicinarsi. Un ubriaco Ezra tenta un approccio sessuale con Vignette ma la fata lo colpisce per difendersi e poi fugge via dalla sua casa. In seguito, Ezra presenta una denuncia alla polizia accusandola di aver rubato ma Philo non gli crede e acquista da lui il contratto di Vignette, riuscendo così a svincolarla dal suo lavoro di domestica. Ezra dice a Imogen che sono finanziariamente instabili, perciò ha in programma di dare la casa come garanzia alla banca per procurarsi un'altra nave. Imogen non è affatto d'accordo col fratello e così, avendo notato le notevoli disponibilità economiche di Agreus, gli scrive una lettera fingendo di ricambiare il suo interesse. Vignette, su suggerimento della sua amica Tourmaline, decide di unirsi al Corvo Nero, un gruppo ribelle di fatati che si occupa di contrabbando e, per dimostrare la sua fedeltà, ha il compito di rubare una bandiera all'interno del quartier generale della polizia. Qui incontra Philo che, ricattato dalla stessa, decide di lasciarla scappare. Più tardi, Philo incontra Darius, un vecchio amico dell'esercito attualmente in prigione. Quill, un fauno che lavora come domestico per la famiglia Breakspear, viene esiliato da Absalom con l'accusa di non aver protetto Jonah che aveva il compito di sorvegliare durante il rapimento. Nel frattempo, senza che sia ancora giunta una richiesta di riscatto per Jonah, Piety suggerisce di consultare la strega “Haruspex” Aoife Tsigani, fedele serva della sua famiglia da generazioni. Haruspex sacrifica l'orso domestico tanto caro ad Absalom e afferma che è stato Longerbane a far rapire suo figlio. Tuttavia, si scopre che la persona dietro al rapimento è in realtà Piety, la quale ha chiesto alla strega di mentire al marito.
- Special guest star: Alice Krige (Aoife Tsigani).
- Guest star: Maeve Dermody (Portia Fyfe), Anna Rust (Fleury), Jamie Harris (Sergente Dombey), Ariyon Bakare (Darius Sykes).

## I Regni della Luna
- Titolo originale: Kingdoms of the Moon
- Diretto da: Anna Foerster
- Scritto da: Travis Beacham

### Trama
Un flashback rivela che sette anni prima Philo e Darius erano soldati dell'esercito di Burgue diretti a occupare un villaggio di fatati vicino a una linea del telegrafo, allo scopo di indagare se queste creature costituissero una minaccia. Philo, durante una perlustrazione, scopre l’esistenza di una biblioteca nascosta e qui incontra per la prima volta Vignette, che in quanto custode e protettrice dei libri in essa custoditi lo aggredisce intimandogli di non rivelare quanto visto. In seguito Vignette decide di aiutare gli uomini dell’esercito a riparare la linea del telegrafo attraverso un burrone, dove vengono attaccati da alcuni soldati del Patto che si trasformano in Marroks (un tipo di uomo-lupo) attraverso speciali iniezioni. Darius viene morso, trasformandosi anch’esso in un Marrok, e Philo promette di mantenere il segreto dopo averlo scoperto. Vignette finisce di leggere “I regni della luna”, un libro che Philo le aveva donato in uno dei loro incontri. Restandone affascinata, decide di ricambiare la sua gentilezza mostrandogli la biblioteca. Col passare dei giorni i due si avvicinano sempre più fino ad innamorarsi. Tourmaline giunge al villaggio e parla con Vignette, la sua ex amante, chiedendo quali sono i suoi piani con Philo dopo che la guerra sarà finita. Vignette si confronta con Philo sul loro futuro e lui le rivela che è un orfano mezzosangue a cui, da bambino, sono state asportate le ali fatate per non essere considerato un “critch”, riuscendo così a passare per un umano. Giorni dopo, il villaggio viene attaccato dai soldati del Patto che irrompono bombardando dal cielo con le loro mongolfiere. Durante l’assedio Philo chiede a Roosan, la fata leader del villaggio, di dire a Vignette che è morto, allo scopo di consentire la sua fuga e riuscire così a metterla in salvo dai nemici. Nel presente, Vignette cova rancore per essere stata abbandonata e dice a Philo di essere disposta a mantenere il segreto della sua vera identità di mezzosangue, ma che il loro amore è finito per sempre.
- Guest star: Ariyon Bakare (Darius Sykes), Roger Barclay (Winshaw).

## L'unione di cose diverse
- Titolo originale: The Joining of Unlike Things
- Diretto da: Thor Freudenthal e Anna Foerster
- Scritto da: Travis Beacham, Marc Guggenheim e Peter Cameron

### Trama
Philo indaga sull'omicidio del direttore dell'orfanotrofio in cui era stato da bambino, Costin Finch, scoprendo che anche quest'ultimo ha il fegato asportato, come nel caso della fata Aisling. Durante le ricerche all'interno delle fogne si imbatte in un essere minaccioso e imponente che avanza verso di lui. Decide quindi di affrontarlo sparandogli addosso numerose volte, ma i colpi del fucile sembrano non avere effetto, fin quando il mostro non scompare nel nulla. Intenzionato a saperne di più, Philo si reca dalla mima Sawsaan la quale gli rivela che il mostro che ha incontrato è in realtà un Darkasher, ovvero una creatura malefica modellata dalle membra dei defunti e portata a nuova vita. Vignette viene sorpresa a parlare con Philo sulla Row e per questo viene accusata da Dahlia, la fata leader dei Corvo Nero, di essere una spia. Per discolparsi da tali accuse si mette alla ricerca del vero colpevole, che si rivela essere Hamlyn, un fatato che da tempo passava informazioni alla polizia. I due si affrontano in combattimento e Hamlyn sembra avere la meglio, fin quando sopraggiunge Philo che, con un colpo di pistola, lo uccide. Imogen decide di invitare a casa sua Agreus per un thè, nella speranza che il ricco fauno possa aiutare il fratello a sopperire alle difficoltà finanziarie. Agreus, indispettito per essere stato costretto a entrare dalla porta sul retro, se ne va profondamente offeso. Breakspear, su consiglio della moglie Piety, decide di far arrestare Longerbane e lo tortura al fine di ottenere la confessione sul rapimento di Jonah. Piety approfitta dell'occasione per uccidere Longerbane somministrandogli del veleno al posto di una medicina per il dolore, dopodiché rivela falsamente di aver saputo da lui il luogo nel quale si trova Jonah, che viene così rintracciato e liberato. Philo, piuttosto scettico su quanto rivelatogli da Sawsaan, si reca nella bottega di Haruspex per chiedere se sia davvero possibile creare un Darkasher dall’unione di due corpi senza vita. Questa gli risponde che è possibile ma solo ad una condizione: è infatti necessario il suo seme in quanto il Darkasher necessita di un padrone. Il mostro, infatti, non può morire finché il suo padrone resta in vita.
- Special guest star: Alice Krige (Aoife Tsigani).
- Guest star: Maeve Dermody (Portia Fyfe), Jamie Harris (Sergente Dombey), Ronan Vibert (Ritter Longerbane).

## Niente più sofferenza
- Titolo originale: Grieve No More
- Diretto da: Andy Goddard
- Scritto da: Ian Deitchman e Kristin Robinson

### Trama
Dopo alcuni giorni Philo torna da Haruspex che gli mostra come sia riuscita a creare un piccolo e innocuo Darkasher unendo i corpi senza vita di una talpa e di un pesce grazie al seme di Philo stesso. Il mostriciattolo viene fatto a brandelli ma ciònonostante continua ad essere ancora vivo, perciò Philo, per pietà, decide di farlo rinchiudere all’interno di un barattolo. Haruspex rivela inoltre che, in certi casi, il padrone può assumere la stessa vista del suo Darkasher, riuscendo in tal modo a controllarlo; ella non ha idea di chi abbia creato quello che Philo ha incontrato, ma sicuramente qualcuno con un potere più grande del suo. Intanto, Imogen si rifiuta di firmare i documenti che iscriverebbero un'ipoteca sulla casa e decide di scusarsi con Agreus, invitandolo nuovamente per un thè. Questa volta invita anche alcuni ospiti, che tuttavia sembrano mal disposti ad accettare il fauno nella loro cerchia sociale, sin quando sopraggiunge Ezra che sorprendentemente si dimostra gentile nei suoi confronti. Nel frattempo Vignette ha un nuovo lavoro: gestisce la lotteria per conto del Corvo Nero al posto di Hamlyn. Al ritorno a casa di Jonah, i suoi genitori lo sorvegliano con maggior attenzione, mentre una nuova persona irrompe in Parlamento: si tratta di Sophie, figlia di Longerbane, la quale subentra a quest’ultimo come leader dell'opposizione. Sophie comunica a tutti di voler portare avanti le stesse posizioni politiche del padre che vedevano contrapposti i critch agli umani nella società. Philo prosegue le indagini sugli omicidi recandosi al Tetterby hotel sulla Row, dove scopre che il direttore dell'orfanotrofio era solito frequentare il bordello, ma non per incontrarsi con donne fatate, bensì con il dottor Morange, suo amante segreto da ormai diverso tempo. Alla fine dell'episodio il dottor Morange, trovandosi da solo in casa insieme al suo cagnolino, viene aggredito e ucciso brutalmente dal Darkasher.
- Special guest star: Alice Krige (Aoife Tsigani).
- Guest star: Maeve Dermody (Portia Fyfe), Leanne Best (Madame Moira), Anna Rust (Fleury), Jamie Harris (Sergente Dombey), Ariyon Bakare (Darius Sykes).

## Fate non accompagnate
- Titolo originale: Unaccompanied Fae
- Diretto da: Andy Goddard
- Scritto da: Stephanie K. Smith

### Trama
Giunto sul luogo del terzo omicidio, Philo osserva che anche al dottor Morange è stato asportato il fegato ed inizia a capire che vi è una connessione fra le vittime. Tornato a casa, decide di rivelare tutta la verità alla sua amante Portia, una donna con la quale ha occasionalmente rapporti sessuali senza tuttavia ricambiarne a pieno i sentimenti. Egli non potrà mai darle una famiglia perché è un mezzosangue, cosa che, peraltro, lo lega a tutti gli omicidi avvenuti: Costin Finch, infatti, era il direttore dell’orfanotrofio della sua infanzia, la fata Aisling era in realtà sua madre e il dottor Morange era il medico che gli ha tagliato le ali fatate quando era ancora un neonato. Portia va nel panico e lo caccia di casa. Jonah esce di nascosto per incontrare Sophie ai funerali del padre e i due sembrano instaurare un rapporto di amicizia. Nel frattempo Quill si unisce a una setta di fauni religiosi che marciano lungo la Row, colpendosi con le fruste e chiedendo che il "Nascosto" mostri il suo volto. Un uomo li prende in giro per la loro fede e poi procede ad attaccare un fauno, frustandolo senza pietà. Quill desidera porre fine al pestaggio, ma Cabal, a capo della setta, lo sconsiglia e gli indica questo momento come un esempio: gli umani non li accetteranno mai, e quindi non potranno mai fare pace con loro. Durante la riscossione della lotteria, Vignette nota un museo con al suo interno una mostra degli antichi tesori di Tirnanoc, fra cui i libri sacri della biblioteca di cui ella, in passato, era custode e protettrice. Presa dalla rabbia, si scaglia contro alcuni visitatori e per questo viene arrestata dalla polizia. Imogen, sempre più determinata nel portare avanti il suo piano, decide di mostrarsi in pubblico insieme ad Agreus: entrambi si recano ad un'asta di beneficenza dove raccolgono molta attenzione da parte degli altri ospiti. Vengono avvicinati da Leslie Boythorne, che fa un'osservazione sprezzante sulla fortuna perduta di Ezra. Leslie ha gli occhi puntati sul dipinto di Augustus Hope chiamato "La rivolta", ma proprio quando sembra che il dipinto sia suo, Agreus fa un'offerta più alta per 300.000 guilder, riuscendo così a sottrarglielo. Imogen rivela ad Agreus che lui non è affatto quello che lei si immaginava. La polizia si reca a casa di Portia, che racconta al sergente Dombey quanto appreso da Philo. Avendo nascosto la verità ai suoi colleghi, Philo viene arrestato con l’accusa di essere l'uomo che si nasconde dietro alla serie di omicidi.
- Special guest star: Alice Krige (Aoife Tsigani).
- Guest star: Maeve Dermody (Portia Fyfe), Leanne Best (Madame Moira), Anna Rust (Fleury), Jamie Harris (Sergente Dombey), Ariyon Bakare (Darius Sykes).

## Il mondo che verrà
- Titolo originale: The World to Come
- Diretto da: Jon Amiel
- Scritto da: René Echevarria (soggetto), Peter Cameron (sceneggiatura)

### Trama
Philo viene condotto in carcere e nella cella adiacente alla sua vi scorge Vignette, anch'ella in stato di arresto per le aggressioni compiute al museo. I due sembrano riavvicinarsi, superando i vecchi rancori. Ezra sta iniziando a chiedersi se Imogen potrebbe godere della compagnia di Agreus, cosa che lei nega. Ciò nonostante, Ezra decide di entrare in affari con il fauno, progettando la costruzione di una nuova nave chiamata "Swan" che promette ottimi margini di profitto dopo sole tre traversate. Ezra torna da Imogen e le dice che l'accordo economico con Agreus prevede, tra l'altro, che lei debba aiutare il fauno a integrarsi nella loro cerchia sociale; fino a quel momento, Imogen non sarà libera di smettere di frequentarlo. Sophie e Jonah si incontrano e fanno sesso in una carrozza. Sophie accenna ad un'alleanza fra i due, avvertendo Jonah che il regime di suo padre Absalom sta tramontando e che è giunto il momento di occuparsi del suo futuro. Nel frattempo la famiglia Breakspear assume un nuovo precettore: si tratta di Runyan Millworthy, un umano che come tante altre persone di classe inferiore di Burgue si guadagna da vivere facendo quello che può, nel suo caso esibendosi per strada in spettacoli di burattini. Jonah non sembra minimamente interessato agli insegnamenti di Millworthy, tanto che si offre di pagarlo il doppio rispetto a qualsiasi cifra pattuita pur di non essere costretto a studiare, ma il maestro gli dice che è stato assunto con lo scopo di trasferirgli un po' di saggezza e che non accetterà denaro per mentire. Jonah capisce che Millworthy non è come gli altri precettori e decide quindi di fidarsi di lui. Successivamente, Sophie e Jonah organizzano un nuovo incontro e stringono un accordo intravedendo nella loro alleanza un'opportunità di ascesa politica per entrambi. Imogen si reca a casa di Agreus e offre il suo contributo su dove appendere il dipinto acquistato all'asta. Agreus le mostra la sua lampada elettrica, immaginando che un giorno le strade saranno fiancheggiate da fili che porteranno l'elettricità da centrali elettriche lontane. Imogen, ammirandone il pensiero lungimirante, rivela ad Agreus che lui è diverso da chiunque abbia mai incontrato prima, così i due si baciano e fanno sesso. Il cancelliere Absalom apprende dal suo consigliere Winetrout che la polizia ha in custodia un sospettato per la recente ondata di omicidi e che la fata Aisling, la prima vittima, era la madre dell'assassino. Philo, dopo aver dichiarato a Vignette che non avrebbe mai voluto lasciarla, viene prelevato dalla sua cella, incappucciato e trasportato in una casa sperduta, dove viene incatenato ad una sedia. Con sua grande sorpresa, ad attenderlo c'è proprio Absalom.
- Special guest star: Alice Krige (Aoife Tsigani).
- Guest star: Maeve Dermody (Portia Fyfe), Jamie Harris (Sergente Dombey), Anna Rust (Fleury).

## Il crepuscolo
- Titolo originale: The Gloaming
- Diretto da: Jon Amiel
- Scritto da: Travis Beacham

### Trama
Absalom crede che sia stato Philo ad uccidere la fata Aisling, perciò estrae una pistola e gliela punta alla testa. Philo insiste che non è stato lui a uccidere sua madre, anzi la prima volta che l'ha vista è stato quando l’ha trovata morta. Absalom confessa di aver avuto una relazione con Aisling quando era uno studente universitario: furono i giorni più belli della sua vita, ma quando suo padre li scoprì, minacciò di uccidere la fata se lui non avesse interrotto la relazione. Lei chiese di vederlo ancora una volta, ma lui non si presentò mai; quello che lei voleva dirgli è che era incinta. Viene rivelato, quindi, che Absalom è il padre di Philo. Absalom libera il figlio e gli promette che farà lo stesso anche con Vignette, dopodiché se ne va dicendogli che avrebbe voluto conoscerlo meglio. Tornato a casa, Absalom firma un ordine per il rilascio di Vignette, ma a sua insaputa il servitore fauno Krik viene ucciso da Quill che nel frattempo riesce anche a infiltrarsi nell’ufficio del cancelliere. Dopo aver servito ad Absalom il suo thè, Quill lo pugnala ripetute volte e corre via urlando che il "Nascosto" si è rivelato, prima di essere catturato dalle guardie. Nel frattempo, la relazione fra Imogen e Agreus non è così ben nascosta come si crede: il vicinato, infatti, sta già parlando di loro. Nel cuore della notte Imogen si reca segretamente a casa di Agreus e i due fanno di nuovo sesso, ignari del fatto che Ezra li stia osservando da fuori. Ezra, furioso per il fatto che sua sorella si conceda ad un fauno, prende la sua pistola e si introduce nella casa di Agreus, dove trova entrambi giacere nudi in camera da letto. Ezra punta la pistola verso Agreus, ma prima che possa sparare, Imogen lo disarma. L'uomo rivolge quindi la sua aggressività verso la sorella, costringendo il fauno a colpirlo con una testata, dopodiché i due amanti escono di corsa dalla stanza. Ezra, ferito al volto, dichiara che ovunque vadano, lui li troverà. Anche Piety affronta Jonah dicendogli di sapere della sua relazione segreta con Sophie, e gli raccomanda di stare lontano da lei rivelandogli che Sophie è in realtà sua sorella. Jonah si presenta a casa di Sophie senza preavviso e le comunica di sapere che sono fratelli, ma Sophie era già consapevole di questa possibilità: nonostante la loro parentela, lei si è avvicinata a Jonah perché è cresciuta da sola, senza nessuno, a parte un padre amareggiato e distante. Absalom, sopravvissuto all'aggressione di Quill, si trova ora in convalescenza, disteso nel letto e debole per le ferite. Nella sua stanza sopraggiunge Piety che insiste per sapere chi sia l'altro figlio, ma Absalom si rifiuta di confessare. La donna, decisa in ogni modo a scoprirlo, prima uccide il marito soffocandolo con un cuscino, poi con un coltello squarta il cadavere, togliendogli il fegato per apprendere i suoi segreti: viene perciò a conoscenza di Vignette, ovvero la fata di cui Philo è innamorato, e si impossessa del suo ordine di rilascio. Philo e Tourmaline iniziano a sospettare che qualcosa sia andato storto, visto che Vignette non è ancora stata liberata, così entrambi si recano nella bottega di Haruspex, dove trovano il corpo della strega completamente squartato. Tuttavia, grazie a un qualche tipo di incantesimo, Haruspex è ancora viva e riesce a comunicare che è stata Piety, attraverso il suo Darkasher, ad ucciderla e a compiere tutti gli altri omicidi. Dopodiché, gli occhi della strega si spengono e uno strano fumo di colore blu esce dalla sua bocca. Il sergente Dombey libera Vignette dalla sua cella, informandola che qualcuno dai piani alti ha mandato una carrozza a prenderla: si tratta di Piety, che fa sequestrare la fata imprigionandola in un nascondiglio all’interno delle fogne. Piety lega Vignette a una sedia e le chiede di rivelare dove si trova Philo, altrimenti sarà costretta ad asportarle il fegato per saperlo. Philo si dirige nelle fogne alla ricerca di Vignette e mentre si muove fra i condotti, sveglia accidentalmente il Darkasher che sembrava addormentato. Philo riesce ad attirare e ad intrappolare il mostro attraverso un tunnel, dopodiché gli taglia la testa con un'ascia. Proseguendo per i condotti scova il nascondiglio di Piety ma il Darkasher, richiamato dalla sua padrona, è ancora vivo e procede ad attaccarlo. Il combattimento prosegue finché Vignette, riuscita a slegarsi, sbuca furtivamente alle spalle di Piety e la pugnala alla nuca, uccidendola e causando conseguentemente la morte del Darkasher. Nel frattempo Jonah, divenuto cancelliere ad interim dopo la morte di Absalom, assume Millworthy come consigliere speciale, dicendogli di aver bisogno di una persona fidata per i giorni bui a venire. Vignette e Philo, di nuovo insieme, decidono di lasciare la città per dirigersi in un luogo più sicuro, ma proprio quando i due sembrano riuscirci, Vignette viene respinta dalle guardie. A seguito dell’assassinio di Absalom, infatti, nessun critch può entrare o uscire dalla città fino a nuovo ordine. Tutti i critch vengono dunque raccolti e ammassati lungo la Row. Preoccupato per Vignette, Philo si espone alle guardie rivelando di essere anch'egli un critch, in modo tale da poterla raggiungere. Nonostante il caos che imperversa in città, Imogen e Agreus riescono a imbarcarsi e a partire con la Swan, salpando per un posto nuovo e lontano. Ezra guarda il mare dal molo, sapendo che sua sorella è fuggita via con Agreus, intenzionato più che mai a mettersi alla loro ricerca.
- Special guest star: Alice Krige (Aoife Tsigani).
- Guest star: Leanne Best (Madame Moira), Anna Rust (Fleury), Jamie Harris (Sergente Dombey).